# Lichtenberg (inslagkrater)
Lichtenberg is een inslagkrater in het noordwestelijk gedeelte van het gebied dat bekend is als Oceanus Procellarum op de naar de Aarde toegekeerde kant van de Maan.

## Beschrijving
Krater Lichtenberg heeft een diameter van 20 kilometer. Er bevindt zich een iets grotere spookkrater (de ringvormige restant van een bijna geheel overspoelde oudere krater) met centrale heuvel net ten noordnoordwesten ervan. Deze spookkrater kan enkel tijdens extreem lage zonnestand waargenomen worden (kort na lokale zonsopkomst of kort voor lokale zonsondergang). Tijdens volle maan of laatste kwartier kan een vaag stralenstelsel ten noordwesten van Lichtenberg worden waargenomen, hetgeen erop wijst dat het object dat de krater Lichtenberg deed ontstaan vanuit zuidoostelijke richting insloeg. Tevens bevinden er zich lage heuvelbergen ten westen en ten noordoosten van Lichtenberg (respectievelijk Lichtenberg ε / Lichtenberg epsilon, en Lichtenberg β / Lichtenberg beta), alsook een stelsel heuvelbergen ten noordwesten die de benaming Lichtenberg R hebben gekregen.

## Naamgeving
De benaming Lichtenberg werd gegeven door Johann Hieronymus Schröter, ter nagedachtenis van de Duitse schrijver, satirist, en hoogleraar in de experimentele natuurkunde Georg Christoph Lichtenberg (1742-1799). Eerder gaf Johannes Hevelius er de benaming Mons Alabastrinus  aan, in het gebied dat hij Paludes Orient  noemde.

## Transient Lunar Phenomena
De omgeving van krater Lichtenberg staat bekend als zijnde een haard van kortstondige verschijnselen van veranderlijke aard (Transient Lunar Phenomena, TLP). Zo werden er in het verleden roodachtige kleuren opgemerkt door verschillende maanwaarnemers, waaronder de Engelse maantekenaar Harold Hill die zijn waarneming heeft opgenomen in zijn boek A Portfolio of Lunar Drawings.